# АКСМ-60102
АКСМ-60102 — трамвай белорусского производства, усовершенствованная модель трамвая АКСМ-1М. Представляет собой односекционный вагон, с двумя моторными тележками, трёхдверный, с тиристорно-импульсной системой управления тяговыми электродвигателями постоянного тока. Предназначен для эксплуатации на трамвайных линиях с шириной колеи 1524 мм. С 2015 года данная модель снята с производства.
Эксплуатируется главным образом в Белоруссии: в Минске, Витебске и Новополоцке; с 2008 года также в Перми, с 2011 года в Новосибирске и Кемерово, с 2012 года в Прокопьевске и Осинниках, с 2013 года — в Новокузнецке.

## Конструктивные особенности
- кабина водителя с индивидуальным входом из салона
- поворотное регулируемое кресло водителя с виброзащитным пружинным механизмом и гидродемпфером
- двухступенчатое подрессоривание тележек
- панорамное ветровое стекло
- зеркала заднего вида с электроподогревом и антибликовым покрытием
- высокая коррозионная стойкость кузова за счет применения стальных оцинкованных листов, композитных материалов и тщательной антикоррозионной обработки

| Годы выпуска                               | 2001—2015           |
| Годы эксплуатации в Минске                 | 2001—н. в.          |
| Годы эксплуатации в Новополоцке            | 2004—н. в.          |
| Годы эксплуатации в Витебске               | 2005—н. в.          |
| Годы эксплуатации в Перми                  | 2008—н. в.          |
| Годы эксплуатации в Кемерово               | 2011—н. в.          |
| Годы эксплуатации в Новосибирске           | 2011—н. в.          |
| Годы эксплуатации в Осинниках              | 2012—н. в.          |
| Годы эксплуатации в Прокопьевске           | 2012—н. в.          |
| Годы эксплуатации в Новокузнецке           | 2013—н. в.          |
| Выпускавшее предприятие                    | Белкоммунмаш        |
| Пассажировместимость, чел. (при 8 чел./м²) | 211                 |
| Число мест для сидения                     | 30                  |
| Тяговые электродвигатели                   | 4 х 80 кВт, ДК 263Б |
| Масса вагона, тонн                         | 20                  |
| Время разгона до 40 км/ч, с                | не более 11         |

## Кузов
Тип — цельнометаллический, из стальных коробчатых профилей, соединённых электродуговой сваркой.

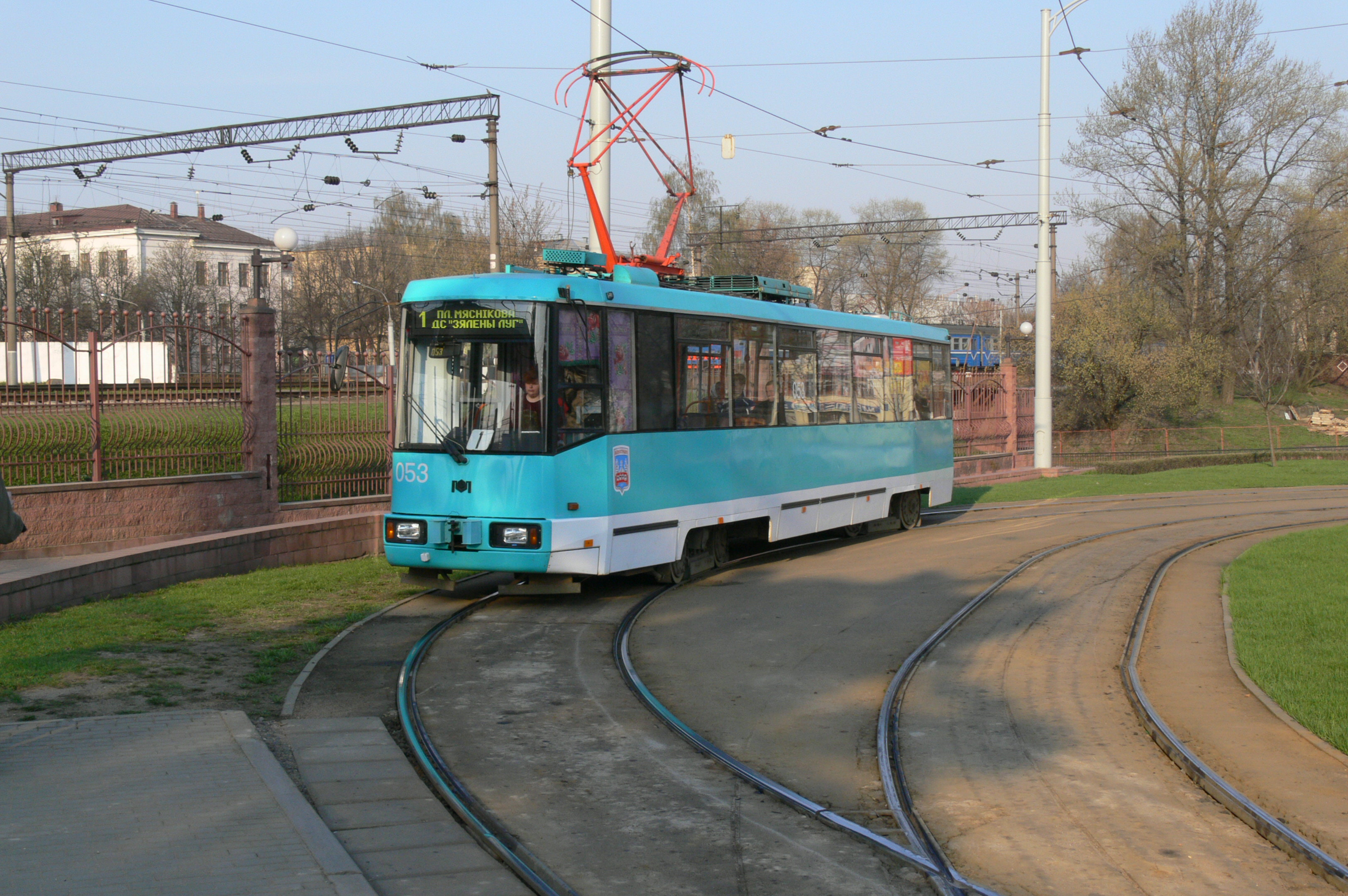
Трамвай АКСМ-60102 № 053 в Минске на РК «Площадь Мясникова» по 1 маршруту

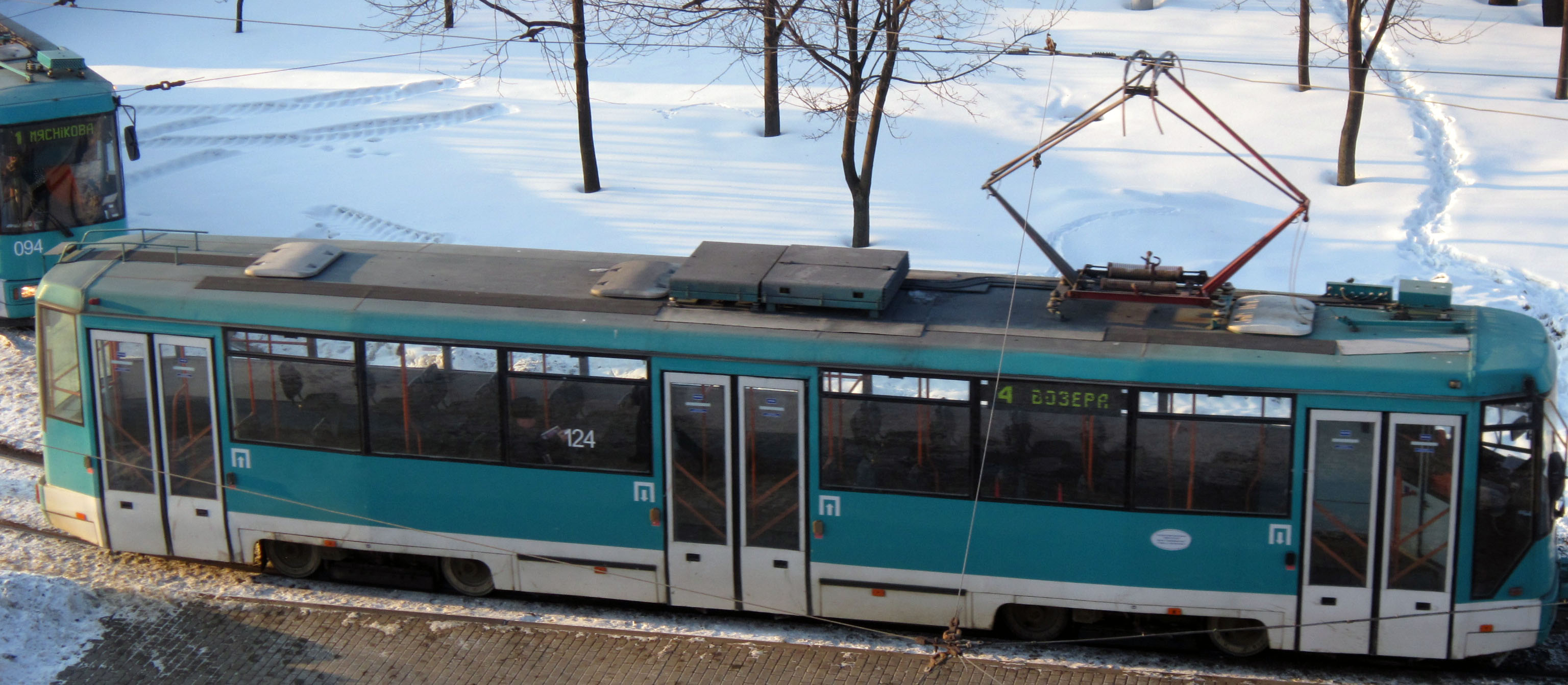
Трамвай АКСМ-60102, видно расположение оборудования на крыше

Боковины и крыша выполнена из сплошного (по всей длине трамвая) цельнотянутого стального оцинкованного листа толщиной 0,9 мм или обычного стального листа (по выбору заказчика). Передняя и задняя части крыши над ветровыми стеклами — стеклопластиковые.
Теплоизоляция кузова выполнена из полистирольных плит. Антикоррозийная защита применяется для внутренних полостей труб каркаса кузова до высоты окон, наружных и внутренних поверхностей кузова, других элементов низа кузова. Покрытие наружных поверхностей выполняется высококачественными эмалями фирмы R-M, Франция.

## Оборудование кузова

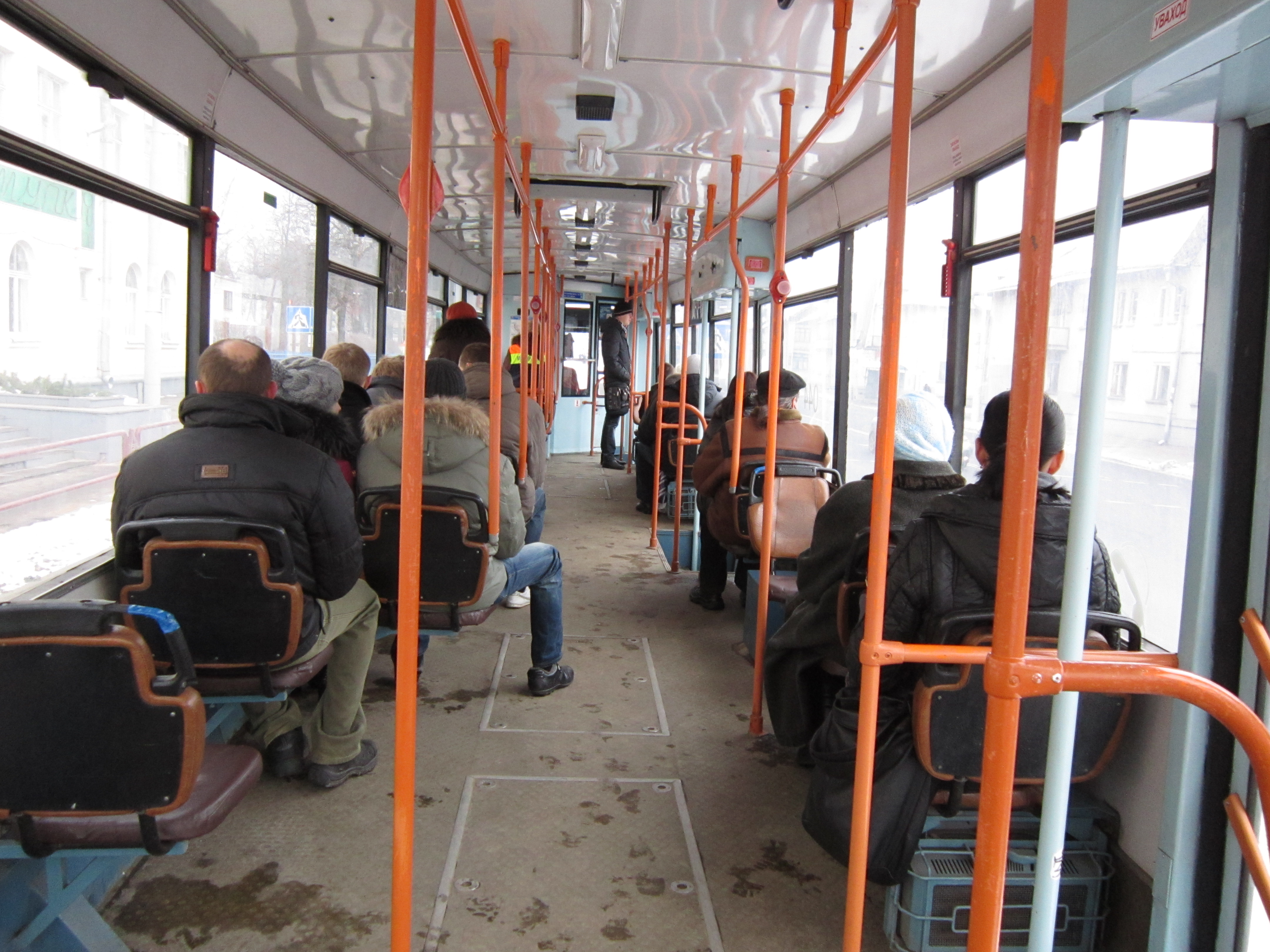
Салон АКСМ-60102. В передней части виден кондуктор-контролёр

Настил пола является жёстким — из щитов бакелизированной фанеры толщиной 18 мм. Есть также и мягкий — из износостойкого линолеума; приклеен к жёсткому настилу и завёрнут на борт на высоту 500 мм; стыки сварены; в местах, наиболее подверженным нагрузкам окантован алюминиевыми профилями. Панели пола установлены на виброгасящих прокладках. Двери — двухстворчатые, выдвижного типа, с электромеханическим приводом на каждую пару створок. Створки дверей — на поворотных осях, при открывании выходят за пределы дверного проема наружу кузова. Этим достигается максимально возможный открытый проем. Кабина водителя отделена от пассажирского салона остекленной перегородкой с дверью, оборудованной замком. Дверь кабины имеет форточку для продажи билетов пассажирам. Она оборудована зеркалом обзора салона, огнетушителем ёмкость 2 л, вешалкой, солнцезащитной шторкой, предусмотрено место для аптечки. Пульт управления — из термопластика. Сиденье водителя выполнено с пружинной подвеской и амортизатором, с возможностью поворота сиденья на 90°. Крепление сидений — консольное, обеспечивающее возможность механической уборки. Пассажирские сиденья — раздельного типа, мягкие, из пенополиуретана, обтянуты моющимся материалом. Поручень сиденья травмобезопасный из интегрального пенополиуретана. На поздних трамваях начали устанавливать сиденья с высокой спинкой иной формы и металлическими поручнями. Боковые стекла закаленного типа, тонированные или прозрачные (по желанию Заказчика), вклеенные. Ветровое и заднее стекла панорамные, гнутые, бесцветные, полированные, безопасные, вклеенные в проемы. Система вентиляции вагона состоит из:
- салон — откидные форточки, 3 потолочных люка,
- кабина — сдвижная форточка, вентилятор с ещё двухскоростным вентилятором-электрокалорифером.

Система отопления трамвая является калориферной с питанием от контактной сети. В салоне установлены шесть электрокалориферов по 4 кВт каждый, с двумя режимами обогрева. В кабине установлен электрокалорифер мощностью 6 кВт с тремя режимами обогрева с выводом обдува для устранения запотевания и обмерзания ветрового стекла.

## Механическое оборудование
У трамвая 2 тележки поворотные, с двухступенчатым подрессориванием. Первая ступень обеспечивается буксовыми резиновыми амортизаторами, гасящими динамические высокочастотные колебания. Вторая ступень обеспечивается цилиндрическими пружинами и резиновыми амортизаторами, установленными в центральном подвешивании вагона. На тележках установлены по два электродвигателя постоянного тока мощностью по 80 кВт каждый. Колесные пары с редуктором выполнены с подрезиненными колесами. Карданный вал унифицирован с автомобилями «МАЗ». Электрооборудование размещено под полом, на крыше, в салоне, в передней части кабины, по левому борту. Для безопасности монтаж проводов высоковольтных и низковольтный цепей выполнен в раздельных жгутах. Высоковольтные цепи имеют две ступени электроизоляции. Токосъем ведётся пантографом ромбовидного типа. Комплект тягового оборудования — с тиристорно-импульсной системой управления производства «Белкоммунмаш». В качестве вспомогательного оборудования используется информационная система из маршрутные электронных указателей и речевой информатор производства «Интеграл».